# Siemakowce (rejon czortkowski)
Siemakowce, czasem Siemiakowce (ukr. Семаківці, Semakiwci) – wieś na Ukrainie, w  rejonie czortkowskim obwodu tarnopolskiego, w hromadzie Białobożnica.